# Шелдон (Айова)
Шелдон (англ. Sheldon) — місто (англ. city) в США, в округах О'Браєн і Сіу штату Айова. Населення — 5512 особи (2020).

## Географія
Шелдон розташований за координатами 43°10′46″ пн. ш. 95°50′43″ зх. д. / 43.17944° пн. ш. 95.84528° зх. д. (43.179549, -95.845168).  За даними Бюро перепису населення США в 2010 році місто мало площу 11,64 км², уся площа — суходіл.

## Демографія
Згідно з переписом 2010 року, у місті мешкало 5188 осіб у 2213 домогосподарствах у складі 1300 родин. Густота населення становила 446 осіб/км².  Було 2365 помешкань (203/км²).
Расовий склад населення:
| - 93,7 % — білих - 1,1 % — азіатів - 0,6 % — чорних або афроамериканців - 3,7 % — осіб інших рас |

До двох чи більше рас належало 0,8 %. Частка іспаномовних становила 6,5 % від усіх жителів.
За віковим діапазоном населення розподілялося таким чином: 23,1 % — особи молодші 18 років, 58,3 % — особи у віці 18—64 років, 18,6 % — особи у віці 65 років та старші. Медіана віку мешканця становила 39,4 року. На 100 осіб жіночої статі у місті припадало 102,8 чоловіків;  на 100 жінок у віці від 18 років та старших — 99,6 чоловіків також старших 18 років.
Середній дохід на одне домашнє господарство  становив 66 363 долари США (медіана — 51 500), а середній дохід на одну сім'ю — 83 417 доларів (медіана — 63 013). Медіана доходів становила 44 892 долари для чоловіків та 29 044 долари для жінок. За межею бідності перебувало 7,1 % осіб, у тому числі 7,5 % дітей у віці до 18 років та 2,2 % осіб у віці 65 років та старших.
Цивільне працевлаштоване населення становило 2728 осіб. Основні галузі зайнятості: освіта, охорона здоров'я та соціальна допомога — 24,6 %, виробництво — 21,8 %, роздрібна торгівля — 17,2 %.